# Cầu diệp wallich
Cầu diệp wallich hay lọng wallich (danh pháp hai phần: Bulbophyllum wallichii) là một loài phong lan thuộc chi Bulbophyllum. Loài này phân bố từ Himalaya đến Đông Dương.